# Вит Једличка
Вит Једличка (чеш. Vít Jedlička, Храдец Кралове, 6. септембра 1983) је чешки политичар, публициста и активиста. Председник је самопроглашене Слободне Републике Либерланд и председник Странке слободних грађана у Краловехрадечком крају у Чешкој.

## Позадина
Вит Једличка је завршио студије на Економском факултету у Прагу. Дипломирао је 2009. године. Магистарске студије, завршио је на ЦЕВРО институту 2014. године. Од 2003. године ради на пословним и информационо технолошким позицијама. Током 2013. и 2014. ради као финансијски тржишни аналитичар.

## Политика
Од 2001. године, Вит Једличка је био члан Грађанске демократске странке у Чешкој. Од 2009. године, члан је Странке слободних грађана у Чешкој. Године 2009. изабран је за првог регионалног председника Странке слободних грађана из Краловехрадечког краја.

### Погледи
Сматра себе представником либертаријанске политичке идеологије. Са либералним погледима на индивидуалне слободе и најмању могућност уплитања државе у животе људи.
Једличка је један од еуроскептичних политичара. Истиче огромну разлику између слободног тржишта и унутрашњег тржишта, као и пристутан демократски дефицит у Европској унији и на заједничкој злоупотреби правила од институција Европске уније и држава чланица.
Социјализам је погрешно веровање да ће држава потрошити свој новац боље него што би сам човек потрошио.— Вит Једличка

### Либерланд
Дана 13. априла 2015. године Вит Једличка прогласио је Слободну Републику Либерланд на ничијој земљи између Србије и Хрватске и постао њен први председник.